# Pär Lindblad
Per Holger Lindblad, född 5 maj 1907 i Arbrå, Hälsingland, död 14 juli 1981 i Gävle Staffans församling, Gävle, var en svensk målare och skulptör.

## Biografi
Pär Lindblad betraktade sig själv som autodidakt och han gjorde studieresor i Norge, Danmark och Frankrike. Hans måleri kunde ibland förefalla vagt och trevande och sökte gärna sin tillflykt i en känsloburen helhetston.
I en melankolisk blåton målade han norrländska landskap med ensamma gestalter i lyriskt betonade skymningsbilder. Han målade även porträtt.
Pär Lindblad debuterade, utan större framgång, med en utställning 1942. En utställning i Stockholm 1944 blev däremot en av 1940-talets stora succéer. Han var mycket produktiv som konstnär och hade ett 30-tal egna utställningar och deltog i samlingsutställningar.
Hans skulpturer förekommer som offentlig utsmyckning i Gävle som  Solöga vid Stigslundsskolan, Hund och katt i Sätra, Tre bockar i Eriksbergsparken och Skogsblomma, Karlavagnen och Anhalten i Andersberg.
Pär Lindblads konst finns representerad på Nationalmuseum och Moderna museet i Stockholm, Länsmuseet Gävleborg och på museerna i Örebro läns museum, Västerås konstmuseum, Östersund, med flera.

## Utmärkelser
Pär Lindblad fick Konstakademiens stora stipendium 1972 och 1973, Gävleborgs konstförenings stipendium 1974 samt Gävle kommuns kulturpris 1976.